# Bannikowo (obwód tiumeński)
Bannikowo (ros. Банниково) – wieś (sieło) w Rosji, w obwodzie tiumeńskim, w rejonie abackim. W 2010 liczyła 594 mieszkańców.